# (5487) 1991 UM4
Az (5487) 1991 UM4 a Naprendszer kisbolygóövében található aszteroida. Ueda és Kaneda fedezte fel 1991. október 18-án.